# David Kato
David Kato   (districte de Mukono, 15 de febrer de 1964 - districte de Mukono, 26 de gener de 2011) David Kato Kisule va ser un mestre i activista LGBT ugandès.

## Biografia
David Kato Kisule tenia un germà gran bessó, John Mulumba Wasswa, que segons la tradició buganda porta el nom Wasswa per ser el primer nascut, Kato és el nom del segon. De 1981 a 1987, Kato va estudiar l'educació secundària al King's College Budodel districte de Wakiso, prop de Kampala. De 1987 a 1989, va estudiar a l'Institute of Teacher Education Kyambogo, on es va graduar en educació.

## Activisme LGBT
Treballava a Sexual Minorities Uganda (SMUG), una organització ugandesa per a la defensa dels drets LGBT, com a encarregat de tasques de suport i defensa. Kato treballava per evitar l'aprovació d'una llei que condemnaria l'homosexualitat amb pena de mort, promocionada pel diputat [ David Bahati].
Kato va parlar sobre el projecte de llei antihomosexual d'Uganda en una conferència organitzada per l'ONU el desembre de 2009. Les seves paraules amb prou feines van ser audibles perquè estava nerviós; comunicats de l'ambaixada dels EUA revelen que activistes dels drets humans ugandeses i partidaris del projecte de llei anihomosexual es van burlar de Kato en veu alta durant la presentació. L'informe diplomàtic, que va ser exposat a través de Wikileaks, comentava que els problemes polítics i econòmics d'Uganda s'estaven canalitzant cap a un «odi violent» cap als homosexuals, i que David Bahati, Martin Ssempra i James Buturo eren els principals responsables de promocionar l'ona d'intolerància. El diplomàtic a més va afirmar que, encara que no s'aprovés el projecte, «l'homofòbia rampant a Uganda no desapareixerà».
Kato estava entre les cent persones els noms i fotografies de les quals van ser publicats pel tabloide ugandès Rolling Stone (no s'ha de confondre amb la revista musical Rolling Stone) en un article que cridava a l'execució d'homosexuals. Kato i altres dos membres de SMUG que van aparèixer en l'article, Kasha Jacqueline Nabagesera i Onziema Patience, van denunciar el diari per forçar-lo a deixar de publicar dades personals de persones que la publicació creia que eren gais o lesbianes. La petició va ser concedida el 2 de novembre de 2010, en una resolució que prohibia la publicació del diariRolling Stone. El 3 de gener de 2011 el jutge del Tribunal Suprem V.F. Kibuuka Musoke, va dictaminar que Rolling Stone havia violat els drets civils de Kato i altres homosexuals quan va publicar les seves fotos. La cort va ordenar que el periòdic pagués a Kato i als altres denunciants 1,5 milions de xílings per persona.

## Assassinat
El 26 de gener de 2011, Kato va ser atacat a casa seva, a Kampala, per almenys un home que el va copejar dues vegades al cap amb un martell abans de fugir a peu. Kato va morir de camí a l'hospital de Kawolo. Un portaveu de la policia va culpar de l'assassinat a lladres que presumptament havien assassinat almenys deu persones en els darrers dos mesos. L'assassinat va ser lamentat per Human Rights Watch, i la principal investigadora d'Àfrica del grup va afegir que «la mort de David Kato és un pèrdua tràgica per a la comunitat dels Drets Humans». Amnistia Internacional i altres grups de defensa dels drets LGBT es van unir a la condemna de l'assassinat. També el president dels Estats Units, Barack Obama, Hillary Clinton i la Unió Europea es van unir a la condemna de l'assassinat.
Durant el seu enterrament va haver-hi un tumult, quan el pastor evangèlic que estava realitzant la missa va condemnar els homosexuals i Kato. Posteriorment els habitants del poble es van negar a enterrar el cadàver, que va haver de ser portat a la tomba i enterrat pels seus amics.
L'assassí confés de Kato, Sydney Nsubuga, també conegut com a Enock, va ser condemnat el novembre de 2011 a trenta anys de presó.

## Documental
Existeix una pel·lícula documental sobre la seva tasca activista i la seva mort titulada Call Me Kuchu, realitzada per les cineastes estatunidenques Katherine Fairfax Wright i Malika Zouhali-Worrall. En ella, ell mateix és entrevistat, juntament amb altres activistes LGBT, la seva mare i diverses de les persones contra les quals es va enfrontar en els jutjats.